# Гуго Беттгер
Гуго Беттгер (нім. Hugo Böttger; 21 жовтня 1883, Вісбаден — 2 квітня 1953, Гамбург) — німецький військовий ветеринар, доктор ветеринарії (24 травня 1928), генерал-майор ветеринарної служби вермахту (1 серпня 1942).

## Біографія
З 1 жовтня 1904 по 30 вересня 1905 року служив однорічним добровольцем в 58-му польовому артилерійському полку, після чого був відправлений в резерв. З 1 жовтня 1905 по 26 листопада 1909 року вивчав ветеринарію у Військово-ветеринарній академії в Берліні. З 1 червня 1910 року — ветеринар 7-го польового артилерійського, з 1 серпня 1911 року — 10-го гусарського, з липня 1920 року — 3-го гірського полку. З 1 квітня 1927 року — головний ветеринар 5-го піхотного полку. З 1 квітня 1931 року працював у Відділі ветеринарних ресурсів в Берліні. З 1 квітня 1936 року — головний ветеринар 10-го військового округу. 1 січня 1944 року відправлений в резерв. 31 травня 1944 року звільнений.

## Нагороди
- Залізний хрест 2-го класу
- Почесний хрест ветерана війни з мечами
- Медаль «За вислугу років у Вермахті» 4-го, 3-го, 2-го і 1-го класу (25 років)
- Хрест Воєнних заслуг 2-го класу з мечами